# King charles spaniel
King charles spaniel är en hundras från Storbritannien. Den är en sällskapshund av typen brittiska dvärgspaniel och skall inte förväxlas med sin nära släkting cavalier king charles spaniel. Medan den kallas king charles spaniel i de flesta länder, så heter rasen English Toy Spaniel i USA.

## Historia
Den historiska King Charles Spaniel var större än de är idag. De hade en flat skalle och ett längre och smalare nosparti och representeras snarare av dagens cavalier. Nutidens king charles spaniel uppstod på 1800-talet när man korsade in kortnosta raser, sannolikt pekingese och japanese chin. Det gav dem en intryckt nos, en hög skalle och själva hunden blev mindre. Rasen kallades då English Toy Spaniel och fick en rasklubb 1885 då även rasstandard skrevs. 1902 slogs det nuvarande rasnamnet fast av the Kennel Club; innan dess var King Charles namnet på en av de fyra färgvarianterna.

## Egenskaper
Andra skillnader mellan cavalier king charles spaniel och king charles spaniel är deras temperament - medan cavalieren ofta är mycket social mot så gott som alla människor, är lekfull och levnadsglad och tycker om "alla", så är "charlien" annorlunda. Den väljer oftast ut en speciell person som den har ett speciellt band med, medan den är reserverad mot främlingar. Den har en värdig och högdragen personlighet och umgås bara med människor som den finner värdiga.

## Utseende
"Charlien", som king charles spaniel även kallas, har till skillnad från sin släkting "cavalieren" hög skalle, mycket kort nosparti, och deras tår kan ibland vara sammanfogade.
I likhet med cavalieren dock, så finns det fyra färger i rasen. Black and tan (som även kallas "king Charles"), ruby, blenheim, och trefärgad (som även kallas "prince charles").